# Uffie
Uffie, seudónimo artístico de Anna-Catharine Hartley (9 de diciembre de 1987), es una cantautora, disc-jockey y diseñadora de moda estadounidense-francesa de música electrónica. Establecida en París, bajo la discográfica francesa Ed Banger Records a cargo de su fundador Pedro Winter Busy P. Después de una pausa, en 2018 Uffie comenzó a lanzar música de forma independiente.
Es conocida por canciones como "Pop The Glock", "First Love" y "ADD SUV (Con Pharrell Williams)". Uffie era novia de Feadz, también miembro de Ed Bangers. Otros miembros de Ed Bangers que trabajan con Uffie son el dúo Justice, Mr. Oizo, SebastiAn, entre otros. Su primer álbum de estudio titulado "Sex Dreams & Denim Jeans" salió a la venta en junio de 2010.

## Biografía
Uffie nació en Florida, pero se trasladó a Hong Kong cuando tenía cuatro años, debido al trabajo de su padre. Vivió en Hong Kong durante la mayor parte de su infancia, y fue fuertemente influenciada por la ciudad. El nombre "Uffie" proviene de las palabras francesas Un Oeuf (que significa "un huevo"), apodo que le dio su padre. Se trasladó a París con su padre. Una vez en Francia, se dio cuenta de que prefería el estilo de vida europeo y francés y no la americana, y ha vivido allí desde entonces. Hartley estudió inicialmente la moda en París y asistió a la Escuela Internacional de París en la famosa Rue de Passy, pero cuando una oferta de música se le presentó, dejó la escuela ya que era "una oportunidad única en la vida" y firmó con Ed Banger Records a principios de 2006.
Uffie estuvo casada desde 2008 a 2009 con el artista André Saraiva. Tiene una hija, Henrietta, nacida en 2009, y espera un segundo hijo.

## Discografía
- Sex Dreams and Denim Jeans (mayo de 2010)

### Sencillos
- "Pop the glock" (2006)
- "Hot chick" (2006)
- "Ready to uff" (2006)
- "In charge"(2006)
- "F1rst love" (2007)
- "Brand new car" (2007)
- "Dismissed"(2006)
- "Robot oeuf", que suena en una escena de "Los abrazos rotos", de Pedro Almodóvar (2009), mientras Diego pincha música en una discoteca justo antes de desplomarse por el efecto cruzado de dos narcóticos.
- "Mc´s can kiss" (2010)
- "ADD SUV" (con Pharrell Williams) (2010)
- "Illusion of Love" (con Mattie Safer) (2010)
- "Difficult" (2011)
- "Wordy Rappinghood" (cover de Tom Tom Club) (2011)
- "Drugs" (2018)
- "Spaceship" (con Galantis) (2018)
- "Your Hood" (2018)
- "Sideways" (2018)
- "Papercuts" (2018)

### Colaboraciones
| Año  | Título                                                       | Artista(s)   | Álbum          |
| ---- | ------------------------------------------------------------ | ------------ | -------------- |
| 2005 | "Uffie & Me"                                                 | Feadz        | Forward 4 EP   |
| 2007 | "Tthhee Ppaarrttyy"                                          | Justice      | †              |
| 2008 | "Steroids"                                                   | Mr. Oizo     | Lambs Anger    |
| 2008 | "Fais Rentrer Les Euros" (con Feadz, DJ Raze, Soper y Shone) | M.I.T.C.H.   |                |
| 2012 | "That's What She Said"                                       | Jin Akanishi | Japonicana     |
| 2017 | "Babygirl"                                                   | Charli XCX   | Number 1 Angel |

### Compilaciones
- "Pop the Glock", en Ed Rec Vol. 1 (marzo de 2007)
- "Dismissed", en Ed Rec Vol. 2 (abril de 2007)
- "Robot Oeuf", en Ed Red Vol. 3 (2008)